# Marianne Gravatte
Marianne Gravatte (nacida el 13 de diciembre de 1959 en Hollywood, California) es una modelo y actriz estadounidense. Fue escogida Playmate del Mes para la revista Playboy en el número de octubre de 1982, y luego en 1983 como Playmate del Año. Fue fotografiada por Richard Fegley.

## Carrera
Después de ser descubierta en la revista Playboy por el miembro de la banda de Ratt, Stephen Pearcy, Gravatte apareció en el vídeo de la canción de la banda Lay It Down. También estuvo en la portada del segundo álbum de la banda, Invasion of Your Privacy, el cual fue lanzado en 1985. 
Posó para Playboy otra vez en abril de 1994 para "Playmate Revisited".

## Vida personal
Gravatte dejó de ser modelo y ahora, con su marido, lleva un bar deportivo. Es madre de tres hijos.

## Apariciones en televisión
- Mike Hammer ... Brenda - en el episodio "Dead Man's Run" (1984) .... Brenda
- Matt Houston - en el episodio "The Bikini Murders" (1984)

## Otras apariciones
- Un cameo en el vídeo musical "Something to Grab For" de Ric Ocasek (1983)
- Un cameo en el vídeo musical "No Tellin' Lies" de Zebra (1984)
- Un cameo en el vídeo musical "Lay it Down" de la banda de rock Ratt (1985)
- Apareció en el póster de la película Jocks (1987)[3]
- Desde 1988 hasta 1990, trabajó como camarera en vaqueros ajustados en "Out of Bounds Sports Bar" en Huntington Beach, California.Su entonces marido , Mark, era dueño de un popular bar deportivo con música en directo, baile y billares.